# Ciudad 17
Ciudad 17 es una ciudad ficticia del videojuego de acción en primera persona, Half-Life 2. La mayor parte del juego, y la totalidad de su primera secuela, Half-Life 2: Episode One, ocurre en la ciudad.

## Características de la ciudad

### Localización y arquitectura
Ciudad 17 es visualmente descrita como una ciudad grande de Europa Oriental. Principalmente tiene arquitectura de la región, que va desde el estilo neoclásico del período de entreguerras, diseños clásicos de la posguerra, modernismo soviético, y diseños contemporáneos postsoviéticos. Además, muchos vehículos abandonados y no utilizables que se encuentran dispersos a lo largo de la Ciudad 17 están basados en modelos de automóviles Moskvitch, Zaporozhets, Volga y camiones Kamaz, Trabant de Alemania Oriental, así como de Avia y Škoda checoslovacos; remontándose a los años 1960, los años 1970 y los años 1980; tales vehículos eran comúnmente vistos en muchos países y ciudades del Bloque del Este. Las locomotoras de los trenes de pasajeros y algunas de las locomotoras de los trenes de carga son muy similares a algunas locomotoras rusas. Parecen estar inspiradas en locomotoras TEP70, pero cortadas por la mitad y con una puerta de pasajeros a cada lado. Sin embargo el parecido es bastante superficial.

### Gobierno de La Alianza
Con la Alianza dominando la Tierra, incluirían la arquitectura monolítica negra en la ciudad, en forma de atalayas, barricadas, paredes móviles y cerraduras de puerta, todo sirviendo para restringir cualquier movimiento ciudadano en la ciudad. Además, las grandes pantallas de televisión públicas, que el actual administrador, el Doctor Wallace Breen, usaría para transmitir muchos de sus preparados discursos, son instaladas en varias áreas públicas para dirigirse a los ciudadanos con respecto a sus "benefactores". En el núcleo de la ciudad se encuentra "La Ciudadela", un rascacielos gigantesco que sirve como fortaleza neurárlgica y centro de mando en el que además se sitúa una oficina para el Doctor Breen. Por todo esto se considera a Ciudad 17 como la capital del nuevo orden mundial establecido tras la invasión alienígena. 
Cuando se viaja por la Ciudad 17 se descubre que al haber poco énfasis en el mantenimiento de partes no esenciales de la misma, muchas áreas sufren del abandono e indiferencia urbanos, infestándose de fauna xeniana. Los daños vistos antes del levantamiento de la Resistencia sugieren que la ciudad pudo haberse venido abajo con el ataque de la Alianza durante la Guerra de las Siete Horas. Durante el levantamiento, la mayor parte de la ciudad sufrió un extenso daño por las batallas entre las fuerzas de la Resistencia y la Alianza, o del avance de paredes móviles que destruyen cualquier edificio que se encuentre en su camino. Como curiosidad, al final del nivel "Un día memorable", cuando Gordon recibe la palanca se ve cómo la Ciudadela entra en un modo de alerta, Barney Calhoun menciona que es "un suceso bastante raro y que nunca lo había visto"
A pesar de la importancia de Ciudad 17 como centro de operaciones, diversas pistas en la estación de ferrocarril de Ciudad 17 indican que existen otras ciudades habitables con un nombre similar a Ciudad 17 aunque quizás no de la misma importancia. Unos ciudadanos de Ciudad 17 mencionan a una "Ciudad 14" durante el viaje en tren de Gordon al inicio. Breen también indicó que la Ciudad 17 es "uno de los mejores centros urbanos restantes" (de la Tierra) y que él decidió establecer su administración en la Ciudad 17, agregando que él tenía "otras áreas" para escoger. En Half-Life 2: Episode One, es revelado que "Las Ciudadelas" también existen en otras ciudades.

### Diseño de la ciudad
El núcleo de la ciudad predominantemente consiste en edificios de pared a pared, con cuadras altas y bajas compuestas de una variedad de edificios viejos y nuevos. Las torres de apartamento de la era soviética y el alojamiento público también son vistos dentro de la ciudad y por las afueras. Conforme al gobierno de la Alianza, ciertos edificios residenciales en la ciudad fueron usados como alojamiento para ciudadanos, y las condiciones en tales alojamientos eran típicamente vistas como pobres, con pequeños lujos y revisión constante e incursiones por parte de la "Protección Civil". Sin embargo, la ciudad todavía está abastecida con energía eléctrica, ya que los televisores y las luces aún funcionan, hasta en las casas de los ciudadanos; esto sugiere que la Ciudadela proporciona electricidad a la ciudad, ya que pueden verse las grandes líneas de transmisión de electricidad extendiéndose desde la ciudad al exterior.
En las afueras de Ciudad 17 hay distritos industriales y alojamiento soviético adicional, a la mayor parte de los cuales está prohibido el acceso a los ciudadanos y es protegido principalmente por más soldados y unidades especiales de la Alianza. Los distritos industriales están unidos a la ciudad por vías férreas y canales.
Aparte del despliegue de paredes móviles, la Alianza ha dejado la mayor parte de la ciudad intacta antes del levantamiento de la Resistencia, prefiriendo en cambio usar barricadas y paredes de baja tecnología pero eficaces, así como patrullas y, alrededor de la ciudad, bloquear y restringir el acceso de ciertas calles a los ciudadanos.

### Sistemas de transporte
El sistema de transporte de Ciudad 17 fue bastante sofisticado. Además de las carreteras, avenidas y calles de la ciudad, Ciudad 17 tiene caminos subterráneos que viajan bajo la ciudad; durante el levantamiento de Resistencia contra la Alianza, pueden verse partes del túnel dañadas con sustancias tóxicas. Varias vías férreas atraviesan la ciudad, con al menos una estación de ferrocarril grande que une Ciudad 17 a otras ciudades controladas por la Alianza. La Alianza maximizó el uso de estos sistemas de transporte, desarrollaron TBP que son diseñados para viajar por carreteras existentes en patrullas. La presencia de tranvías abandonados en una calle también sugiere que la ciudad tuvo alguna vez líneas de tranvía. Incluso, aún quedan algunos restos de la Guerra de las Siete Horas, pues en el nivel "Anticiudadano Uno", Gordon y algunos rebeldes deben resistir un tiempo para que otro rebelde abra con explosivos un agujero en una pared caída para que continúen. Entre los escombros, está atrapado un tanque soviético.
También se encuentra una red de canales en los alrededores de la Ciudad 17. Sin embargo, muchos de los canales del centro urbano fueron abandonados después del esfuerzo de la Alianza para drenar grandes masas de agua alrededor de la Ciudad 17, que dejó seco la mayor parte del sistema de canales del área urbana. Sin embargo, los miembros de Resistencia siguen utilizando la red de canales y los túneles de alcantarillado para escapar de la ciudad y alcanzar los canales industriales, cuando se dirigen a Black Mesa Este. La mayor parte de los sistemas de canales de los distritos industriales permanecen utilizables, con grandes masas de agua y amplios espacios abiertos, aunque con un nivel de agua más bajo y con ciertas partes de los canales contaminados con materiales peligrosos.

## Trasfondo y orígenes de Ciudad 17
En Half-Life 2: Raising the Bar, la ciudad es descrita como un escenario de Europa Oriental. Algunos fanes creen que la Ciudad 17 es Sofía, Bulgaria, la ciudad natal del director de arte de Half-Life 2, Viktor Antonov. Esto está basado tanto en el parecido general de Ciudad 17 a Sofía, como en la frecuente aparición de palabras búlgaras (escritas con letras cirílicas) en señales y grafitis en todas partes del juego (aunque algunas de éstas también sean palabras en otras lenguas eslavas). Un ejemplo claro es "цимент" ("cemento") escrito encima de un edificio grande en Ravenholm - el único idioma que deletrea la palabra de esta manera, usando el alfabeto cirílico, es el búlgaro. Además, cerca del principio del juego se observa un periódico llamado “Работническо Дело” (Rabotnichesko Delo), éste era el periódico más popular de Bulgaria durante su período comunista.
Otros creen que la Ciudad 17 está basada en Riga, la capital de Letonia. Esto está fundamentado otra vez en las semejanzas fuertes entre el juego y la ciudad. De manera interesante, el casco antiguo de Riga, conocido como "Riga Vieja" recuerda fuertemente a Ravenholm (aunque hubiera que señalar que Ravenholm no es parte de Ciudad 17, sino una comunidad distinta). Su horizonte está punteado de muchos edificios de un estilo y color similar como en Ciudad 17, y el área es famosa de sus influencias de Art Nouveau. Riga Vieja también tiene vías de tranvía e iglesias, cualquiera cabe bien con el personaje del Padre Grigori. Ciudad 17 también podría estar basada en Vilna, Lituania, cuando las calles en Half-Life 2 son similares a las de Vilna. La única diferencia es la ausencia de los canales.
Otros han dicho que su nombre es realmente una referencia a la práctica soviética de clasificar y codificar con números a las ciudades cerradas, como Arzamas-16, Krasnoyarsk-26, Tomsk-7 y otros casos.
Aún otra posibilidad sería San Petersburgo, Rusia. Este podría explicar la abundancia de canales y una cadena de cafeterías alguna vez presente durante el juego llamadas Café Báltico. San Petersburgo también tiene una calle grande llamada Nevsky Prospekt, que fonéticamente se parece a Nova Prospekt, la ex prisión que estaba en una instalación de la Alianza.
Una pequeña posibilidad también podría ser de Bellvitge. Es una urbanización, con estilos arquitectónicos similares, y el escondite de la resistencia humana donde estaban unos grupo de rebeldes. También hay que aclarar que Bellvitge es una pequeña urbanización de Barcelona, España.[cita requerida]
Sin embargo, además de la incorporación de elementos de la Europa del Este, los ejemplos de influencias noruegas, italianas y francesas también existen, pensando que es algo como un montaje de lugares europeos.
Otros fanes piensan que es la ciudad de Odesa, situada en el sur de Ucrania cerca de las costas del Mar Negro, debido al pueblo ficticio de Half-Life 2, New Little Odessa (lugar donde el Coronel Odessa Cubbage le da el lanzamisiles a Gordon Freeman) diciendo que ese es un pueblo rebelde creado después de la invasión, y que el nombre viene de la ciudad original. También concuerdan la arquitectura, geografía y climatología (excepto porque Odesa tiene cerca de 290 días soleados al año,[cita requerida] cuando en Ciudad 17 siempre esta nublado).

## Clima
A excepción de los alrededores de la Ciudadela, los exteriores de Ciudad 17 son claros con algunas nubes. Desde lejos, e incluso desde dentro de la Ciudad, se ve una especie de nube de hongo que cubre a la Ciudadela en su parte más alta. Fuera de Ciudad 17, el clima es bastante distinto, con un cielo azul pálido. A excepción del bosque, que se interna "tierra adentro", el clima no pasa de tener siempre un tono pálido.
En el bosque, presente en Half-Life 2: Episode Two, el clima es más agradable e incluso es mucho más sano debido a la ausencia de la nube de hongo de la Ciudadela. Incluso se ve la antigua Ciudad 17, ahora en escombros con los restos de la Ciudadela. Lo que es obvio es que la detonación de la Ciudadela destruyó la superficie, pero el enorme "cráter" que ahora es Ciudad 17 es simplemente el resultado de la onda de choque producida por la detonación del rascacielos. Añadamos que la "nube de hongo" puede ser simplemente un sistema de camuflaje contra ataques aéreos, lo que en estos tiempos (en el juego) son inútiles por la ausencia de aviación de parte de la Resistencia.

## Estructuras y zonas notables
- La Ciudadela: Un impresionante rascacielos de color azul que domina el cielo de Ciudad 17. La Ciudadela cuenta con tres modos conocidos: combate, alerta y pasiva. Tiene un núcleo que debe ser contenido en caso de volverse inestable, que desprende una cantidad tal de radiación que para manipularlo se debe actuar detrás de gruesos muros de metal y vidrio, y solo los Stalkers pueden acceder directamente a él. Su reactor de energía oscura puede crear un teletransportador inestable, que en caso colapsar dañaría críticamente la Ciudadela. Pese a parecer un impresionante complejo administrativo, lo cierto es que la mayoría de su interior se basa en muros de los que salen plataformas para trabajar con el riesgo de caer en una gran caída. El medio de transporte es el ascensor o las cáspulas para prisioneros.
- Estación de tren: Es eso, una estación de tren modificada después de la Guerra de las 7 Horas para servir de acceso entre Ciudad 17 y sus homólogas, aparte de ser el punto de partida para los desafortunados que tengan la "suerte" de ir a parar a Nova Prospekt. En general se ve algo descuidada pues zonas de espera ahora son salas vacías con seguridad estricta y cámaras de vigilancia. De hecho, los pocos muebles "decentes" que se encuentran están en las oficinas de la Protección Civil para interrogación y tortura. Las viejas boleterías ahora son dispensadores de comida para entregarle a cada ciudadano su ración de alimento en una bolsa (según un comentario, una "completa basura"). En lugar de máquinas expendedoras de bebidas gaseosas, hay solo máquinas expendedoras de latas de agua de la "Reserva Privada del Dr. Breen", que, aparentemente, contiene un aditivo químico que le causa a quien la beba perdida de memoria.
- Bloques de apartamentos: Los ciudadanos viven en estos edificios en muy mal estado, donde apenas si hay muebles. Pese a que cuentan con cocina, sala, dormitorio, comedor y baño, lo cierto es que apenas sí tienen agua y luz, suministradas por la Ciudadela. Las condiciones de vida son tan pobres que las camas son simples armazones de metal con colchones, o simplemente estos y nada más. Para empeorar la pobre situación de los ciudadanos, estos deben sufrir redadas constantes de Protección Civil, los cuales no dudarán en hacer uso de la fuerza bruta para cumplir sus fines.
- Laboratorio del Dr. Kleiner: Este laboratorio secreto está ubicado en unas oficinas ya abandonadas, y se accede al laboratorio a través de una puerta camuflada como máquina expendedora de agua (después del levantamiento de la Resistencia, Kleiner estuvo protegido por una puerta mecánica). Es el punto de encuentro para Alyx Vance, Barney Calhoun y el doctor Isaac Kleiner, junto a su mascota Lamarr, un headcrab domesticado. Entre los múltiples aparatos están el traje HEV para Gordon, un miniteletransportador, un cargador de energía de la Alianza y el telentransportador, una verdadera pieza de ingeniería si tomamos en cuenta el material que pudo ser empleado en su fabricación.
- El canal: Durante la era previa a la Alianza, el canal era una ruta de comunicación con el exterior rápida y fiable, regida por represas y fábricas. Gracias a este canal, la Resistencia está evacuando a ciudadanos hacia la libertad fuera de Ciudad 17. Pero no es tan fácil como suena ya que se el área esta llena de desechos tóxicos, y es patrullada por las fuerzas  de la Protección Civil. Para atravesarlo, el único método seguro es una especie de hidrodeslizador. Siguiendo la ruta, se llega a Black Mesa Este.
- El Nexo de la Vigilancia: Según Barney, antes era un banco o un museo, o cualquier cosa. Actualmente es una gran base de la Alianza con un Campo de Supresión, detrás de él están los muros que separaban a la Ciudadela de los rebeldes.
- El Hospital: Este desmoronado establecimiento fue alguna vez un Hospital común y corriente, pero luego fue, aparentemente, usado por la Alianza para aplicar disecciones a los distintos cuerpos de rebeldes o zombis muertos para "examinarlos" con fines desconocidos. Aquí, Alyx y Gordon libran una batalla contra los zombis y los soldados de la Alianza para alcanzar la estación de tren a tiempo.
- El depósito de trenes: Esta estructura fue usada por los rebeldes como punto de evacuación luego de la batalla de Ciudad 17, antes de ser destruida por la explosión de la Ciudadela. Tiene trenes en reparación pero también algunos activos en medio de un laberinto de bloques de carga y cargamento.

### Afueras de Ciudad 17
- Black Mesa Este: Antaño una vieja central hidroeléctrica, ahora es el laboratorio secreto del doctor Eli Vance. Es una de las principales bases de la resistencia en el área y consiste en varios niveles subterráneos accesibles por ascensor. Se incluye una cocina, un pasillo con transformadores y zonas recreativas, entre otros. Aquí también se encuentran la doctora Judith Mossman y Dog, el robot mascota de 2 metros de alto con una fuerza bruta impresionante. Entre los avances tecnológicos se halla la Pistola Gravitatoria. Solía estar conectada por un viejo túnel a la excolonia minera de Ravenholm, antes de que fuese atacada.
- Ravenholm: Pese a estar lejos de Ciudad 17, aún está al alcance de los misiles de la Alianza cargados de headcrabs, y por desgracia, ese fue el trágico destino de Ravenholm. Ahora el pueblo entero está plagado de zombis y trampas, colocadas por el solitario inquilino del pueblo, el padre Grigori. Es del bando de la Resistencia, pero el tiempo entre zombis ha mermado su capacidad mental y quizá lo único "en orden" puede ser un poco de cordura. Por una mina llena de zombis se llega a un viejo canal de tren que llevará a La Costa.

- Datos: Q1152245